# هوليداي سيتي ساوث (نيوجيرسي)
هوليداي سيتي ساوث (بالإنجليزية: Holiday City South CDP, New Jersey)‏ هي مدينة تقع بولاية نيوجيرسي في الولايات المتحدة. تبلغ مساحتها 5.136 كم2، وترتفع عن سطح البحر 10 م، بلغ عدد سكانها 3,689 نسمة في عام 2010 حسب إحصاء مكتب تعداد الولايات المتحدة وتصل الكثافة السكانية فيها 718.3 نسمة لكل كيلومتر مربع (1,860.4/ميل2).

## التركيبة السكانية
حدّد مكتب تعداد الولايات المتحدة بيانات التركيبة السكانية لهوليداي سيتي ساوث في تعداد الولايات المتحدة. في ما يلي، التركيبة السكانية حسب تعدادي 2000 و2010.

### تعداد عام 2000
بلغ عدد سكان هوليداي سيتي ساوث 4,047 نسمة بحسب تعداد عام 2000، وبلغ عدد الأسر 2,385 أسرة وعدد العائلات 1,413 عائلة مقيمة في المدينة. في حين سجلت الكثافة السكانية 788 نسمة لكل كيلومتر مربع (2,040.9/ميل2). وبلغ عدد الوحدات السكنية 2,470 وحدة بمتوسط كثافة قدره 480.9 لكل كيلومتر مربع (1,245.5/ميل2).
وتوزع التركيب العرقي للمدينة بنسبة 94.27% من البيض و5.09% من الأمريكيين الأفارقة و0.05% من الأمريكيين الأصليين و0.15% من الأمريكيين ذوي الأصول الآسيوية و0.02% من الأعراق الأخرى و0.42% من عرقين مختلطين أو أكثر و0.96% من الهسبانيون أو اللاتينيون من أي عرق.
بلغ عدد الأسر 2,385 أسرة كانت نسبة 1.5% منها لديها أطفال تحت سن الثامنة عشر تعيش معهم، وبلغت نسبة الأزواج القاطنين مع بعضهم البعض 53.2% من أصل المجموع الكلي للأسر، ونسبة 4.7% من الأسر كان لديها معيلات من الإناث دون وجود شريك، بينما كانت نسبة 1.4% من الأسر لديها معيلون من الذكور دون وجود شريكة وكانت نسبة 40.8% من غير العائلات. تألفت نسبة 38.6% من أصل جميع الأسر من عدة أفراد يعيشون في نفس المنزل ونسبة 35.8% كانت تتألف من شخص يعيش بمفرده يبلغ من العمر 65 عاماً أو أكثر. وبلغ متوسط حجم الأسرة المعيشية 1.70، أما متوسط حجم العائلات فبلغ 2.12.
بلغ العمر الوسطي للسكان 74.3 عاماً. وكانت نسبة 1.6% من القاطنين تحت سن الثامنة عشر، وكانت نسبة 0.8% بين الثامنة عشر والرابعة والعشرين عاماً، ونسبة 3.3% كانت واقعةً في الفئة العمرية ما بين الخامسة والعشرين والرابعة والأربعين عاماً، ونسبة 10.3% كانت ما بين الخامسة والأربعين والرابعة والستين، ونسبة 84% كانت ضمن فئة الخامسة والستين عاماً فما فوق. يوجد لكل 100 أنثى 73.0 ذكر، ويوجد لكل 100 أنثى في الثامنة عشر من عمرها فما فوق 72.6 ذكر.
بلغ متوسط دخل الأسرة في المدينة 25,733 دولارًا، أما متوسط دخل العائلة فبلغ 30,893 دولارًا. وكان متوسط دخل الذكور 34,375 دولارًا مقابل 26,250 دولارًا للإناث. وسجل دخل الفرد الخاص بالمدينة 18,726 دولارًا. وكانت نسبة 5.6% من العائلات ونسبة 6.5% من السكان تحت خط الفقر، وكان من هؤلاء نسبة 29.8% تحت سن الثامنة عشر ونسبة 6.3% في الخامسة والستين من العمر وما فوق.

### تعداد عام 2010
بلغ عدد سكان هوليداي سيتي ساوث 3,689 نسمة بحسب تعداد عام 2010، وبلغ عدد الأسر 2,257 أسرة وعدد العائلات 1,103 عائلة مقيمة في المدينة. في حين سجلت الكثافة السكانية 718.3 نسمة لكل كيلومتر مربع (1,860.4/ميل2). وبلغ عدد الوحدات السكنية 2,460 وحدة بمتوسط كثافة قدره 479 لكل كيلومتر مربع (1,240.6/ميل2).
وتوزع التركيب العرقي للمدينة بنسبة 92.19% من البيض و5.58% من الأمريكيين الأفارقة و0.11% من الأمريكيين الأصليين و0.70% من الأمريكيين ذوي الأصول الآسيوية و0.08% من سكان جزر المحيط الهادئ و0.43% من الأعراق الأخرى و0.89% من عرقين مختلطين أو أكثر و2.60% من الهسبانيون أو اللاتينيون من أي عرق.
بلغ عدد الأسر 2,257 أسرة كانت نسبة 2.2% منها لديها أطفال تحت سن الثامنة عشر تعيش معهم، وبلغت نسبة الأزواج القاطنين مع بعضهم البعض 38.7% من أصل المجموع الكلي للأسر، ونسبة 8.2% من الأسر كان لديها معيلات من الإناث دون وجود شريك، بينما كانت نسبة 2% من الأسر لديها معيلون من الذكور دون وجود شريكة وكانت نسبة 51.1% من غير العائلات. تألفت نسبة 48.6% من أصل جميع الأسر من عدة أفراد يعيشون في نفس المنزل ونسبة 43% كانت تتألف من شخص يعيش بمفرده يبلغ من العمر 65 عاماً أو أكثر. وبلغ متوسط حجم الأسرة المعيشية 1.63، أما متوسط حجم العائلات فبلغ 2.22.
بلغ العمر الوسطي للسكان 75.6 عاماً. وكانت نسبة 2.7% من القاطنين تحت سن الثامنة عشر، وكانت نسبة 1.7% بين الثامنة عشر والرابعة والعشرين عاماً، ونسبة 4.9% كانت واقعةً في الفئة العمرية ما بين الخامسة والعشرين والرابعة والأربعين عاماً، ونسبة 17.3% كانت ما بين الخامسة والأربعين والرابعة والستين، ونسبة 73.4% كانت ضمن فئة الخامسة والستين عاماً فما فوق. وتوزع التركيب الجنسي للسكان بنسبة 41.2% ذكور و58.8% إناث.